# Después de la comida en Ornans
Después de la comida en Ornans (L'après-dînée à Ornans) es un gran óleo sobre lienzo de 195 × 257 cm pintado en 1849 por Gustave Courbet. Se conserva en el Palais des Beaux-Arts de Lille.

## Historia
Realizado durante el invierno de 1848-1849, cuando Courbet regresa a Ornans tras una larga estancia en París, este cuadro es la primera composición "realista" en gran formato en la que Courbet desafía las convenciones representativas de la pintura académica. Por realismo, se entiende aquí "efectos reales», que se basan en una escena de la vida cotidiana, con un asertivo aspecto documental, sin embellecer, buscando solo la verdad.
«Fue en noviembre, estábamos en casa de mi amigo Cuenot, Marlet regresaba de la caza y habíamos contratado a Promayet para tocar el violín delante de mi padre» escribió Courbet describiendo la escena en la nota explicativa acompañando a la obra en el Salón de junio de 1849, momento desde el que la academia también pedía este requisito a los artistas que enviaban sus pinturas.
Llama la atención pero suscita muchas críticas, en particular de Ingres, Eugène Delacroix y Théophile Gautier. Por su tamaño y factura (los personajes son casi de tamaño natural), retoma las convenciones de la pintura de historia, pero la escena representada llama la atención por su insignificancia, su banalidad cotidiana. La tradición pedía el pequeño formato para las escenas de género. Sufrió entonces sus primeras críticas como pintor de lo "grosero", de lo "trivial", de "lo sucio". Sin embargo, la pintura le brindó una forma de notoriedad y reconocimiento que le valió una medalla de segunda clase. Comprado por 1500 francos por el Estado, fue depositado en el Museo de Bellas Artes de Lille al año siguiente.

## Descripción
El cuadro representa una sencilla reunión de amigos en un modesto interior provinciano. Al fondo, ante una gran chimenea en sombra, el violinista Alphonse Promayet, amigo de la infancia del pintor, toca para otros dos amigos de Courbet, Urbain Cuenot, el anfitrión, que escucha con la cabeza apoyada en la mano, y Auguste Marlet de espaldas, encendiendo su pipa en un tizón sacado de la lumbre, con su perro de caza durmiendo bajo su silla, y el padre del pintor Régis Courbet, sentado con las piernas cruzadas, una mano en el bolsillo y la otra sosteniendo el vaso vacío, que parece haberse quedado adormilado después de la comida, cuyos restos aun son visibles sobre la mesa sin recoger, incluida una mancha de vino en el mantel. La ropa gruesa de los hombres, las hojas secas en la esquina inferior derecha que el viento ha colado desde la puerta, y la paleta de colores oscuros contribuyen a la atmósfera otoñal.

## Contexto
Courbet pintó uno de sus días en Ornans, su ciudad natal. Sin complacencia y con realismo, representa a su familia y amigos.
La "cena" (en francés, dîner) era en ese momento la comida del mediodía y no la última del día.

## Análisis

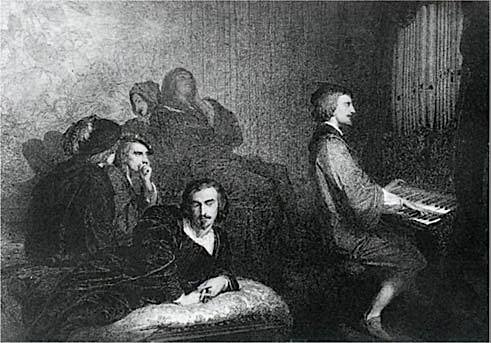
Aimé de Lemud, Maestro Wolfrain (1838), litografía.

Al representar una escena de la vida cotidiana en un cuadro de las dimensiones habitualmente reservadas a la pintura de historia, se supone que Courbet, un ferviente republicano, quiso mostrar que cada uno tenía su lugar en este tipo de obras.
A pesar de su innovación, denota la influencia de los clásicos; el pintor se inspiró probablemente en La vocación de San Mateo de Caravaggio, del que habría visto un grabado y en los Le Nain. Courbet también copió a menudo obras de Francisco de Zurbarán o Velázquez en el Museo del Louvre, de las que retoma el tratamiento de la luz mediante claroscuro.
Otra fuente sería la litografía de gran éxito de Aimé de Lemud publicada en 1838, Maître Wolfrain, escena de un cuento de E. T. A. Hoffmann, Der Kampf der Sänger, popular en el medio bohemio parisino que frecuentaba Courbet.
La obra inspiró una de las primeras pinturas destacadas de Renoir, El cabaret de la mère Antoine.